# Рационисање
Рационисање је контролисане расподела ресурса, добара и услуга. Рационисањем се омогућава контрола количине следовања (количине горива, порције хране) током дана или другог дужег или краћег временског периода.
Здравствено рационисање је расподела медицинских средстава, као што су лекови, дијализатори, респиратори. Рационисање хране је најпознатије, а оно представља одређивање порција. Своја следовања, грађани обично добијају у замену за прехрамбени купон. На исти начин раде и ђачке кухиње и мензе, с тим што оне обично не ограничавају порције, сем ако није неопходно.